# 小行星8663
小行星8663（英語：8663）是一颗围绕太阳公转的小行星。1991年2月18日，埃莉諾·赫琳在帕洛马山发现了此天体。
这颗小行星的绝对星等为42.21918等。